# Nuevas cartas portuguesas
Nuevas cartas portuguesas (portugués: Novas Cartas Portuguesas) es una obra literaria compuesta por cartas, ensayos, poemas, fragmentos, rompecabezas y extractos de documentos legales, publicada conjuntamente por las escritoras portuguesas Maria Isabel Barreno, Maria Teresa Horta y Maria Velho da Costa en 1972. Las autoras se hicieron conocidas internacionalmente como "Las tres Marías", llegando esa expresión a convertirse en el título del libro en su primera traducción al inglés.
Sus tres autoras fueron encarceladas acusadas de haber escrito un libro pornográfico que atentaba contra la moral y las buenas costumbres. La publicación y prohibición del libro, sus posteriores adaptaciones teatrales y el clamor internacional por la detención de las autoras, revelaron al mundo la existencia de una represión dictatorial extremadamente discriminatoria y el poder del patriarcado católico en Portugal. Las Nuevas Cartas portuguesas también denunciaron las injusticias del colonialismo portugués y jugaron un papel en la caída del Estado Nuevo y los regímenes autoritarios que habían gobernado Portugal desde 1926.

## Resumen
Las Nuevas cartas portuguesas fueron concebidas en 1971, tres años antes de la Revolución de los Claveles y la independencia de las colonias portuguesas en África. Sus autoras, Maria Isabel Barreno, Maria Teresa Horta y Maria Velho da Costa, ya eran escritoras consagradas. Comenzaron a reunirse dos veces por semana en Lisboa, en público para almorzar y en privado para cenar, con el fin de "examinar los problemas que compartían tanto como mujeres y como escritoras liberales". Recientemente se había prohibido un volumen de poesía de Horta, y pretendían que su nuevo trabajo fuera un desafío directo a los censores.
Las tres autoras intercambiaron escritos, inspirándose en el clásico del siglo XVII Cartas de una monja portuguesa. Esa obra comprende cinco cartas supuestamente escritas por una monja portuguesa llamada Sor Mariana Alcoforado que vivía en el Convento de la Concepción en Beja, Portugal, después de que su amante, un caballero francés que luchaba en la Guerra de Restauración portuguesa, la sedujera y la abandonara contra España.
Nuevas cartas portuguesas combina cartas, ensayos, poemas, fragmentos, rompecabezas y extractos de documentos legales en un orden impredecible. Las tres Marías escribieron a y como las Marianas, Marías y Anas inventadas como las descendientes femeninas originales de la Hermana Mariana, "víctimas de la opresión patriarcal, la violencia social, la injusticia y la discriminación". En algunas de las cartas escriben como hombres, esposos, amantes, padres, etc: "las cartas que inventan provienen de hombres que luchan en guerras coloniales en Europa, Angola o África, dirigiéndose a las mujeres que dejan atrás... maridos ausentes por doce años escriben cartas a casa, describiendo alegremente nuevas amantes, nuevas familias que han engendrado, mientras sus esposas portuguesas permanecen fieles, vestidas con ropajes de viuda".
También se escriben entre sí y sobre ellas mismas: "Cada María sirve así como analista y lectora-crítica para las otras dos... Cambian deliberadamente los roles de analista a analizada repetidamente... su propia imagen del proceso es una parábola abierta... sugiriendo la relación dinámica entre tres entidades cambiantes, tres cuerpos que quieren permanecer abiertos a la experimentación, a la sugerencia, al análisis, entre sí. Cada María, además, es tanto crítica como lectora de las teorías de las otras dos. No están de acuerdo sobre los usos y el valor del movimiento de mujeres; sobre las causas, consecuencias y remedios del patriarcado; sobre las soluciones a la miseria de las mujeres en el mundo moderno".

## Autoría
Las tres escritoras firmaron juntas la obra y nunca revelaron cuál compuso cada fragmento, como "símbolo de su sororidad y de los sufrimientos comunes de las mujeres". Algunos estudios académicos intentaron determinar la autoría de los diversos textos que componen el libro en comparación con sus obras literarias como autoras individuales. Otros respetaron su decisión y justificación: "Llaman a su proceso de escritura, a su producto final y a su relación una trialéctica para desbaratar todas las dicotomías, todas las oposiciones binarias que... son tan a menudo explotadas para definir y circunscribir a la mujer, el deseo, el discurso".

## Recepción política
El libro tuvo un éxito inmediato en Portugal después de su publicación en 1972, y fue aclamado como una obra maestra, pero fue rápidamente prohibido por los censores, descrito como "pornográfico y una ofensa a la moral pública". Las tres autoras fueron detenidas y encarceladas, acusadas de "abuso de la libertad de prensa" y "ultraje a la decencia pública". Las autoras pasaron de contrabando su libro a Francia, enviándolo a los editores de tres feministas francesas cuyo trabajo admiraban, llegando al movimiento de liberación de la mujer francesa. Tanto el libro y como el arresto de las autoras se hicieron famosos internacionalmente.
Una campaña de protestas contra la detención de las tres Marías fue discutida en la primera Conferencia Internacional de Planificación Feminista, patrocinada por la Organización Nacional de Mujeres, celebrada en Cambridge, Massachusetts, en junio de 1973. Las protestas se llevaron a cabo en la fecha prevista para el inicio del juicio de las tres Marías, el 3 de julio de 1973, en Estados Unidos, Francia, Italia, Inglaterra, Bélgica, Finlandia y Japón, así como en Portugal y Brasil. Los procedimientos se suspendieron varias veces y se realizaron más protestas en el momento de las audiencias judiciales en octubre de 1973 y en enero y febrero de 1974. Tras el golpe de Estado del 25 de abril de 1974 que puso fin a la dictadura de Marcelo Caetano, el juicio fue sobreseído y las autoras indultadas, declarando el juez el libro "de destacado mérito literario".
Poco después de su absolución, Maria Velho da Costa se desvinculó públicamente del feminismo y de los grupos de liberación de la mujer. Se unió al Partido Comunista Portugués. Tanto María Isabel Barreno como María Teresa Horta eran miembros del movimiento de liberación de la mujer portuguesa, aunque a mediados de 1975 Horta había dimitido debido a la frustración por el bajo número y la falta de compromiso con las mujeres de clase trabajadora.

## Impacto en el feminismo
El libro fue considerado un hito crucial en la evolución del pensamiento feminista en la literatura portuguesa. Las mujeres comenzaron a hablar de sus cuerpos, de los placeres y sufrimientos de su relación sexual con los hombres, y por eso conmocionaron a la sociedad portuguesa. A través de todos sus elementos, el libro transmite un único mensaje: las mujeres también tienen voz, y saben hablar.

## Adaptaciones
Se realizaron lecturas públicas del libro Nuevas cartas portuguesas (o extractos del mismo) tanto sobre los escenarios como en la radio, durante el juicio de sus autoras y después de su publicación traducida, en varios países, incluidos EE. UU., Reino Unido y Francia. Varias obras de teatro se basaron en el libro, entre ellas:
- Parto, de la dramaturga brasileña Gilda Grillo y Maria Isabel Barreno (representada en Nueva York y París en 1974 y 1975)[11][24][25]
- Las Tres Marías, de la poeta estadounidense Faith Gillespie, representada en Londres, Inglaterra,[18] y transmitida por ITV Granada en 1975[26][27]
- New Sonnets from the Portuguese, un drama-danza de la coreógrafa australiana Margaret Barr, presentado en Sídney, Australia, en 1975[28]
- Maria, Anon de Susan Galbraith (interpretada en Minneapolis en 1981)[29]
- Las Tres Marías de Rui Braga y la estudiante georgiana Tamar Aznarashvili, interpretadas en un hospital psiquiátrico, el Centro Hospitalar Conde Ferreira, en Oporto, Portugal, en 2016, y en Miragaia, Oporto, en 2017[30]

## Otras lecturas
- 2015 Nuevas letras portuguesas para el mundo : recepción internacional. (Reconfigurando identidades en el mundo de habla portuguesa, vol. 5. ) Editado por Ana Luísa Amaral, Ana Paula Ferreira y Marinela Freitas. Oxford; Nueva York: Peter Lang.ISBN 9783034318938OCLC 913573050